# Alessandra Korap
Alessandra Korap (Aldea Munduruku, Itaituba, Pará, 1985) es una líder indígena y activista ambiental brasileña de la etnia munduruku. Su principal trabajo es la defensa de la demarcación del territorio indígena y la denuncia de la explotación y actividades ilegales de la industria minera y maderera. En 2020 recibió el Premio Robert F. Kennedy de Derechos Humanos en Estados Unidos.

## Carrera
Desde temprana edad, Korap se interesó por la política y asistía a las reuniones de los consejos tribales, en una época en la que no era costumbre que asistieran mujeres. Con la progresiva invasión de las tierras indígenas y la pérdida de sus derechos, se involucró más en el activismo. En 2019, se mudó a Santarém para estudiar derecho en la Universidad Federal del Oeste de Pará (UFOPA), para prepararse mejor para su activismo.
Se destacó como defensora de los intereses de los pueblos indígenas frente a la invasión de sus tierras por parte de los mineros. Korap fue la primera mujer en liderar la Asociación indígena Pariri, que reúne diez aldeas en la región del Medio Tapajós en Pará. Una de las principales consecuencias para la vida de los indígenas del Medio Tapajós provocadas por la explotación de este territorio, y denunciada por Alessandra, es el impacto del mercurio, que es ampliamente utilizado en las actividades mineras. Un estudio realizado por Fiocruz en alianza con WWF-Brasil indica que todos los participantes de la investigación son afectados por este contaminante. Seis de cada diez participantes tenían niveles de mercurio por encima de los límites de seguridad: alrededor del 57,9% de los participantes tenían niveles de mercurio por encima de 6 µg.g-1, que es el límite máximo de seguridad establecido por las agencias de salud.
En 2020, Korap ganó reconocimiento internacional al recibir el Premio de Derechos Humanos Robert F. Kennedy. siendo el segundo brasileño en ser premiado. Al justificar el premio, se dijo que "como líder, Alessandra defiende los derechos indígenas, especialmente en la lucha por la demarcación de los territorios indígenas y contra los grandes proyectos que afectan las tierras indígenas y los territorios tradicionales en la región del Tapajós". En la ocasión, John Kerry, enviado especial del presidente estadounidense Joe Biden, pronunció el discurso de apertura, diciendo:

El pueblo munduruku en Brasil es guerrero de muchas maneras diferentes. Han resistido activamente la presión constante, violenta, ilegal y, en ocasiones, patrocinada por el estado de los madereros y mineros para explotar sus tierras. Alessandra, hablaste y sigues diciendo la verdad al poder.”

Al recibir el premio, Alessandra declaró que “el premio no es solo para mí, es para la lucha del pueblo mundurukú y de otras personas que piden ayuda, que gritan pero no son escuchadas”. También trabaja para minimizar el impacto del pandemia de COVID-19 entre personas indígenas. También trabaja para minimizar el impacto de la pandemia de COVID-19 entre los pueblos indígenas.
Korap recibió amenazas de muerte y su casa ha sido invadida y robada por su activismo. En 2019, un grupo de diputados federales de Alemania solicitó al gobierno brasileño que le brindara protección. La invasión de su casa ocurrió diez días después de su viaje a Brasilia con otros indígenas para denunciar la acción de minería y tala ilegal y exigir la demarcación de tierras indígenas. Entre 2018 y 2019, según Greenpeace, la deforestación en tierras munduruku se multiplicó por seis. Diputados alemanes firmaron una carta dirigida al presidente Jair Bolsonaro y la entregaron en la embajada de Brasil en Berlín, solicitando que las autoridades brasileñas instruyan a los responsables de la investigación para que inicien una investigación en profundidad. En la misma carta, también expresaron su preocupación por la situación de los defensores de derechos humanos en Brasil y llamaron al gobierno a "dar prioridad a la protección de estos líderes legítimos" y a "hacer todo lo que esté a su alcance para facilitar el trabajo de los defensores civiles". organizaciones de la sociedad”.

## Premios
- 2020, Premio Robert F. Kennedy de Derechos humanos, Estados Unidos.[14][15]
- 2020, Premio Taz pantera, Berlin.[16]
- 2022, Premio Medioambiental Goldman.[17]